# Jean Nuttli
Jean Nuttli, né le 2 janvier 1974 à Kriens, est un coureur cycliste suisse.

## Biographie
Spécialiste du contre-la-montre, Nuttli se fait connaître en 2000 en terminant 11e du Championnat du monde contre-la-montre, puis en remportant le Chrono des Herbiers alors qu'il est encore amateur, devant certains des meilleurs rouleurs d'alors comme László Bodrogi ou Serhiy Honchar. 
Il rejoint alors l'équipe Phonak. Il s'y illustre dans les contre-la-montre, remportant 5 victoires, dont le Championnat de Suisse contre-la-montre, le Chrono des Herbiers pour la deuxième fois, et des étapes du Circuit de la Sarthe et du Tour du Poitou-Charentes. Il termine également troisième du Grand Prix Eddy Merckx avec Bert Grabsch et du Grand Prix des Nations. Coureur prometteur, Nuttli déçoit cependant dans les autres domaines et n'est pas conservée chez Phonak. Il rejoint alors l'équipe française Saint-Quentin-Oktos.
Chez Saint-Quentin-Oktos, il réussit à nouveau de belles performances dans les contre-la-montre, remportant une nouvelle étape du Circuit de la Sarthe et manque de peu un second titre de Champion de Suisse du contre-la-montre. Le 16 novembre 2002, il s'attaque au record du monde de l'heure, détenu par Chris Boardman avec 49,441 km. Interrompu la veille dans un premier essai, Nuttli ne réalise que 47,093 km. Il réalisera un autre essai en 2004, sans plus de succès. 
Il rejoint alors l'équipe autrichienne Volksbank, avec laquelle il réussit une assez bonne saison 2003, remportant quelques victoires dans des courses de moindre importance, notamment le classement général du Tour de Brandebourg et le Duo normand. Cependant, après une décevante saison 2004, il n'est pas conservé dans l'équipe, ce qui met fin à sa carrière. Il tente un retour en 2006 avec son manager de longue date Reto Winter dans l'équipe lettonne/suisse Rietumu Bank-Riga, mais celui-ci tourne court : hors de forme, Nuttli est remercié le 24 juin. 
Jean Nuttli est également connu pour le parcours atypique qui l'a amené au cyclisme professionnel : quasi obèse, pesant 125 kg en 1996, il perdit 56 kg en six mois à force de volonté en pédalant jusqu'à 6 h par jour sur vélo stationnaire, tout en avalant 500 à 600 calories par jour. Cet épisode de sa vie lui donna le goût du vélo, les résultats en amateur suivirent jusqu'à son passage professionnel en 2001.

## Palmarès
| - 2000 - Chrono des Herbiers - Grand Prix du Canton de Lucerne - 3e de Silenen-Amsteg-Bristen - 3e du championnat de Suisse du contre-la-montre - 2001 - Champion de Suisse du contre-la-montre - 4e étape du Tour du Poitou-Charentes (contre-la-montre) - Classic Broye - Chrono des Herbiers - 3e du Grand Prix Eddy Merckx - 3e du Grand Prix des Nations - 2002 - 4e étape du Circuit de la Sarthe (contre-la-montre) - 2e du championnat de Suisse du contre-la-montre - 3e du Memorial Fausto Coppi | - 2003 - Prologue du Jadranska Magistrala - Tour du Weiherring - Tour de Brandebourg : - Classement général - 1re étape (contre-la-montre) - Duo normand (Avec Philippe Schnyder) - 3e du championnat de Suisse du contre-la-montre - 2004 - 3e du championnat de Suisse du contre-la-montre |  |